# Sant Miquel de Viver
|  | Aquest article tracta sobre l'església de Viver i Serrateix (al Berguedà). Si cerqueu l'església parroquial de Vivers (al Rosselló), vegeu «Sant Miquel de Vivers». |

Sant Miquel de Viver és l'església parroquial de Viver, al municipi de Viver i Serrateix, i és inclòs a l'Inventari del Patrimoni Arquitectònic de Catalunya.

## Descripció
L'edifici actual de Sant Miquel de Viver és del segle xvii, bàsicament, i substituí la primitiva església romànica. El 1187 es va consagrar una església, que és l'esquelet de l'actual; la nau central correspon a l'església d´aquella època. Tenia una nau i l'absis era rectangular. L'edifici actual és una construcció del segle xvii que consta de tres naus: la central és d'estil renaixentista, i fou refeta el 1750, i les laterals, amb cobertes de creueria, són d'estil gòtic molt tardà. La nau lateral sud fou construïda durant els anys 1655-1663. El campanar és d'època barroca construït el 1798, i és una torre de planta quadrada de gran alçda.
A la llinda de la porta principal, situada a ponent, apareix la data 1696 que deu correspondre o bé a la consagració d'aquesta església o bé a la data de les obres. Aquesta llinda procedeix de la porta que comunicava el cor amb la rectoria.
Prop de l'església hi ha la rectoria, construïda entre 1735 i 1780 i que últimament ha estat restaurada.

## Història
En el segle x, ja hi havia un temple preromànic, com ho testimonien dues tombes antropomorfes excavades a la roca, que hi ha a l'entorn.
La primera notícia de l'església de Sant Miquel de Viver és de l'any 1010, però el 1187 fou reconstruïda i consagrada pel bisbe Arnau de Preixens i de la Seu d'Urgell (l'acta és signada per 17 caps de casa del terme parroquial). En l'acta de consagració s'esmenten els béns de l'església de Viver, entre els quals consta l'església de Trulls.
L'església de Sant Miquel fou bastida al peu del castell de Viver, senyorejat pels barons d'aquest nom. La família dels barons de Viver apareix en tots els actes importants de la comarca. Al segle xvii la baronia de Viver començà a canviar d'amo i al segle xviii començaren a enterrar-se a l'església de Viver els rectors. El 1639 és documentada la Confraria del Roser i el 1655-1663 les obres d'ampliació de l'església: construcció de la nau lateral de migdia. El 1703 es va construir la capella dels Dolors i el 1750 es va refer la nau central. L'any 1798 s'acabava el campanar.